# Nothoscordum aparadense
Nothoscordum aparadense är en amaryllisväxtart som beskrevs av Pierfelice Ravenna. Nothoscordum aparadense ingår i släktet vaniljlökar, och familjen amaryllisväxter. Inga underarter finns listade i Catalogue of Life.